# Nello Pazzafini
Nello Pazzafini, eredeti nevén Giovanni Pazzafini (Róma, 1934. május 15. – Lido di Ostia, 1997. november 24. vagy 27.) olasz karakterszínész és kaszkadőr.

## Életpályája
Bár Rómában született, családja ferrarai eredetű volt, az emilián–romanyol nyelvet beszélték. Számos gladiátorfilmben és spagettiwesternben szerepelt. Sokszor volt Bud Spencer és Terence Hill filmjeiben látható kisebb-nagyobb szerepekben. Általában negatív figurákat alakított, akik közül a legemlékezetesebb a Nincs kettő négy nélkül Tangója. Egész életen át tartó barátsága fűződött Giuliano Gemmához. Cukorbetegségben halt meg, 1997. november 27-én vagy november 24-én.

## Filmjei
- Piedipiatti , (1989)
- I promessi sposi (sceneggiato televisivo 1989)|I promessi sposi ,  (1989)
- Miami Cops , (1989)
- Polip – Az utolsó titok (La Piovra) ,  (1989)
- Az óriási nyomozó - Egy különös biztosítás  , (1988)
- La vendetta , (1988)
- Sicilian Connection, (1987) (Giovanni Pazzafiniként)
- Barbár fivérek (The Barbarians),  (1987)
- Il Bi e il Ba,  (1985) Criminale
- Sólyomasszony (Ladyhawke) 1985
- Az alkóv (L'alcova) (1985)
- Nincs kettő négy nélkül (Non c'è due senza quattro) (1984)
- A pajzán Dagobert király (1984)
- She (1984)
- Il mondo di Yor film és tévésorozat, (1983)
- Az utolsó játszma (Endgame – Bronx lotta finale) (1983) (come Nat Williams)
- La guerra del ferro - Ironmaster, rendezte Umberto Lenzi (1983)
- Ator, a legyőzhetetlen (Ator 2: L'invincibile Orion) (1982) (Ned Steinbergként)
- Ator, a harcoló sas (Ator l'invincibile) (1982) (Nat Williamsként)
- Giovani, belle… probabilmente ricche (1982)
- Bombajó bokszoló (Bomber) (1982)
- Vieni avanti cretino (1982) (sig. Gargiulo)
- Banános Joe (Banana Joe) (1982)
- Széplány ajándékba (Le Cadeau) (1982)
- La nouvelle malle des Indes (1981–1982)
- A gyilkos szalamandra (The Salamander) (1981)
- Fakabát, a maffia koporsója (Il cappotto di legno) (1981)
- Bosco d'amore (1981)
- Napoli, Palermo, New York, il triangolo della camorra (1981)
- Una vacanza bestiale (1980)
- Őrült nők ketrece 2. – Kémek a lokálban (La cage aux folles II), 1980
- Luca il contrabbandiere (1980) (Giovanni Pazzafiniként)
- A nők városa (La città delle donne) (1980)
- Riavanti... Marsch! (1979)
- Sabato, domenica e venerdì (1979) (Giovanni Pazzafiniként)
- Assassinio sul Tevere (1979)
- Térdre kényszerítve (Un uomo in ginocchio), 1979
- Squadra antigangsters (1979)
- L'ultimo guappo]] (1978)
- Un poliziotto scomodo (1978)
- Akit bulldózernek hívtak (Lo chiamavano Bulldozer), 1978
- La banda del gobbo]] (1978)
- La liceale nella classe dei ripetenti, 1978
- Il figlio dello sceicco (1978)
- Clouzot & C. contro Borsalino & C. (1977)
- Italia: ultimo atto? (1977)
- Veszett kutya (1977)
- Mannaja (1977)
- Napoli si ribella (1977)
- La polizia è sconfitta (1977)
- La banda del trucido (1977)
- Carioca tigre (1976)
- Il conto è chiuso (1976)
- Sangue di sbirro (1976)
- I padroni della città (1976)
- Italia a mano armata (1976)
- Squadra antifurto (1976)
- San Pasquale Baylonne protettore delle donne (1976)
- L'adolescente (1976)
- La madama (1976)
- 40 gradi all'ombra del lenzuolo (1976) (Giovanni Pazzafiniként)
- Afrika Expressz (Africa Express) (1975) (Giovanni Pazzafiniként)
- La spacconata, (1975)
- Journey Into Fear, (1975)
- Simone e Matteo un gioco da ragazzi (1975) (Giovanni Pazzafiniként)
- Lo sgarbo (1975)
- L'uomo della strada fa giustizia (1975)
- Fantozzi (1975) (Giovanni Pazzafiniként)
- Carambola, filotto… tutti in buca (1975)
- Il lupo dei mari (1975)
- Colpo in canna (1975)
- Két legyet egy csapásra! (Carambola), 1974
- Milano odia: la polizia non può sparare (1974)
- Di Tresette ce n'è uno, tutti gli altri son nessuno (1974)
- Superuomini, superdonne, superbotte (1975)
- Rendet csinálok Amerikában, és visszatérek (Sistemo l'America e torno), 1974
- Elena sì, ma… di Troia (1973) (Giovanni Pazzafiniként)
- Dio, sei proprio un padreterno! (1973)
- Troppo rischio per un uomo solo (1973)
- Ci risiamo, vero Provvidenza? (1973)
- Piedone, a zsaru (Piedone lo sbirro) (1973)
- Una vita lunga un giorno (1973)
- A maffia ügyvédje (Il consigliori) (1973)
- Il maschio ruspante (1973)
- La polizia incrimina, la legge assolve (1973)
- Lo chiamavano Tresette… giocava sempre col morto (1973)
- Storia de fratelli e de cortelli (1973)
- Giovannona Coscialunga disonorata con onore (1973)
- Alleluja e Sartana figli di… Dio, rendezte Mario Siciliano (1972)
- Poppea, una prostituta al servizio dell'impero (1972)
- Girolimoni, il mostro di Roma (1972)
- Il West ti va stretto, amico… è arrivato Alleluja (1972) (Giovanni Pazzafiniként)
- Trinità e Sartana figli di…, rendezte Mario Siciliano (1972)
- Uomo avvisato, mezzo ammazzato… parola di Spirito Santo, rendezte Giuliano Carnimeo (1971)
- Boccaccio (1972)
- Hét vérfoltos orchidea Sette orchidee macchiate di rosso, (1972)
- Padella calibro 38 (1972)
- Ben és Charlie (1972) (Giovanni Pazzafiniként)
- Gli fumavano le Colt... lo chiamavano Camposanto (1971)
- Vivi ragazza vivi!, (1971)
- Quel maledetto giorno della resa dei conti (1971)
- La spada normanna (1971)
- L'uomo dagli occhi di ghiaccio (1971)
- Egy rendőrfelügyelő vallomása az államügyésznek (Confessione di un commissario di polizia al procuratore della repubblica) (1971)
- A tüzes íjász (L'arciere di fuoco) (1970)
- C'è Sartana... vendi la pistola e comprati la bara (1970)
- Colpo rovente (1970)
- La furia dei Khyber (1970)
- Le calde notti di Poppea, rendezte Guido Malatesta (1969)
- Zenabel (1969)
- La legge dei gangsters (1969) (Giovanni Pazzafiniként)
- Cinque figli di cane (1969)
- La morte sull'alta collina (1969)
- La battaglia di El Alamein (1969)
- Carogne si nasce, rendezte Alfonso Brescia (1968)
- Joe… cercati un posto per morire! (1968) (Ted Carterként)
- Corri uomo corri (1968)
- Vivo per la tua morte (1968) (Ted Carterként)
- A gyáva mesterlövész (Il pistolero segnato da Dio) (1968)
- KIller, adios (Winchester) (1968)
- Szemtől szemben (Faccia a faccia) (1967)
- Le dolci signore (1967)
- Az erőszak napjai (I giorni della violenza) (1967)
- La morte non conta i dollari (1967)
- Sette pistole per un massacro (1968)
- Killer calibro 32 (1967) (Red Carterként)
- Wanted (1967)
- Számadás (La resa dei conti) (1967)
- Il raggio infernale (1967) (Ted Carterként)
- Un milione di dollari per sette assassini, rendezte Umberto Lenzi (1966)
- A Yuma erőd aranya (Per pochi dollari ancora) (1966) (Red Carterként)
- Zorro il ribelle, rendezte Piero Pierotti (1966)
- Arizona Colt (1966)
- Agente 3S3, massacro al sole (1966)
- A Man Could Get Killed (1966)
- New York chiama Superdrago (1966)
- I predoni del Sahara, rendezte Guido Malatesta (1965)
- Il mistero dell'isola maledetta (1965) (Ted Carterként)
- Asso di picche operazione controspionaggio (1967)
- Adiós gringo (1965) (Ted Carterként)
- Szüzet a hercegnek! (Una vergine per il principe), 1965
- Mission spéciale à Caracas (1965)
- Slalom (1965)
- Egy lyukas dollár (Un dollaro bucato) (1965) (Peter Surtessként)
- Maciste il vendicatore dei Maya, rendezte Guido Malatesta (1965)
- I lunghi capelli della morte (1965) (as John Carey)
- Golia alla conquista di Bagdad, rendezte Domenico Paolella (1965)
- Il magnifico gladiatore, (1964)
- I magnifici brutos del West, (1964)
- Gli invincibili dieci gladiatori, (1964)
- Gli invincibili tre, rendezte Gianfranco Parolini (1964)
- La vendetta di Spartacus, rendezte Michele Lupo (1964) (Giovanni Pazzafiniként)
- Gli schiavi più forti del mondo (1964)
- I due gladiatori (1964) (Giovanni Pazzafiniként)
- Il leone di Tebe (1964)
- Az utolsó gladiátor (L'ultimo gladiatore) (1964)
- Herkules Róma ellen (Ercole contro Roma) (1964)
- Zorikan lo sterminatore, rendezte Roberto Mauri (1964)
- Sandok, il Maciste della giungla (1964)
- Maciste gladiatore di Sparta (1964)
- Il ponte dei sospiri, 1964
- Coriolano: eroe senza patria (1964)
- Maciste alla corte dello Zar (1964)
- Sansone contro il corsaro nero, rendezte Luigi Capuano (1964)
- Ercole contro Molock (1963)
- Herkules és az álarcos lovas (Golia e il cavaliere mascherato) (1963)
- Góliát dicső bosszúja (Goliath e la schiava ribelle), 1963
- Zorro contro Maciste (1963)
- Maciste l'eroe più grande del mondo (1963)
- Sámson a kalózok ellen (Sansone contro i pirati), rendezte Tanio Boccia (1963)
- L'invincibile cavaliere mascherato, rendezte Umberto Lenzi (1963)
- Maciste contro i cacciatori di teste (1963)
- Ursus gladiatore ribelle, 1962
- A győztes Robin Hood (Il trionfo di Robin Hood) (1962)
- Il gladiatore di Roma (1962)
- Maciste contro i mostri (1962)
- Ursus e la ragazza tartara, (1961)
- A trójai háború (La guerra di Troia), rendezte Giorgio Ferroni (1961)
- A rodoszi kolosszus (Il colosso di Rodi) (1961)
- Goliath contro i giganti, rendezte Guido Malatesta (1961)
- A bacchánsnők (Le baccanti), 1961
- L'ultimo dei Vikinghi, (1961)
- La vendetta dei barbari (1960)
- La Venere dei pirati, (1960)
- Il cavaliere dai cento volti (1960)
- La strada dei giganti (1960)
- Vörös álarcos (Il terrore della maschera rossa) (1960)
- Hannibál (Annibale)  (1959)
- Il figlio del corsaro rosso, rendezte Primo Zeglio (1959)
- A csinos férj (Il marito bello: Il nemico di mia moglie), 1959
- Afrodite, dea dell'amore, rendezte Mario Bonnard (1958)

### Bud Spencer és Terence Hill filmekben
- 1959: Hannibál
- 1973: Piedone, a zsaru
- 1978: Akit Buldózernek hívtak
- 1982: Banános Joe
- 1982: Bombajó bokszoló
- 1984: Nincs kettő négy nélkül
- 1988: Az óriási nyomozó - Egy különös biztosítás